# Fairlop (London Underground)

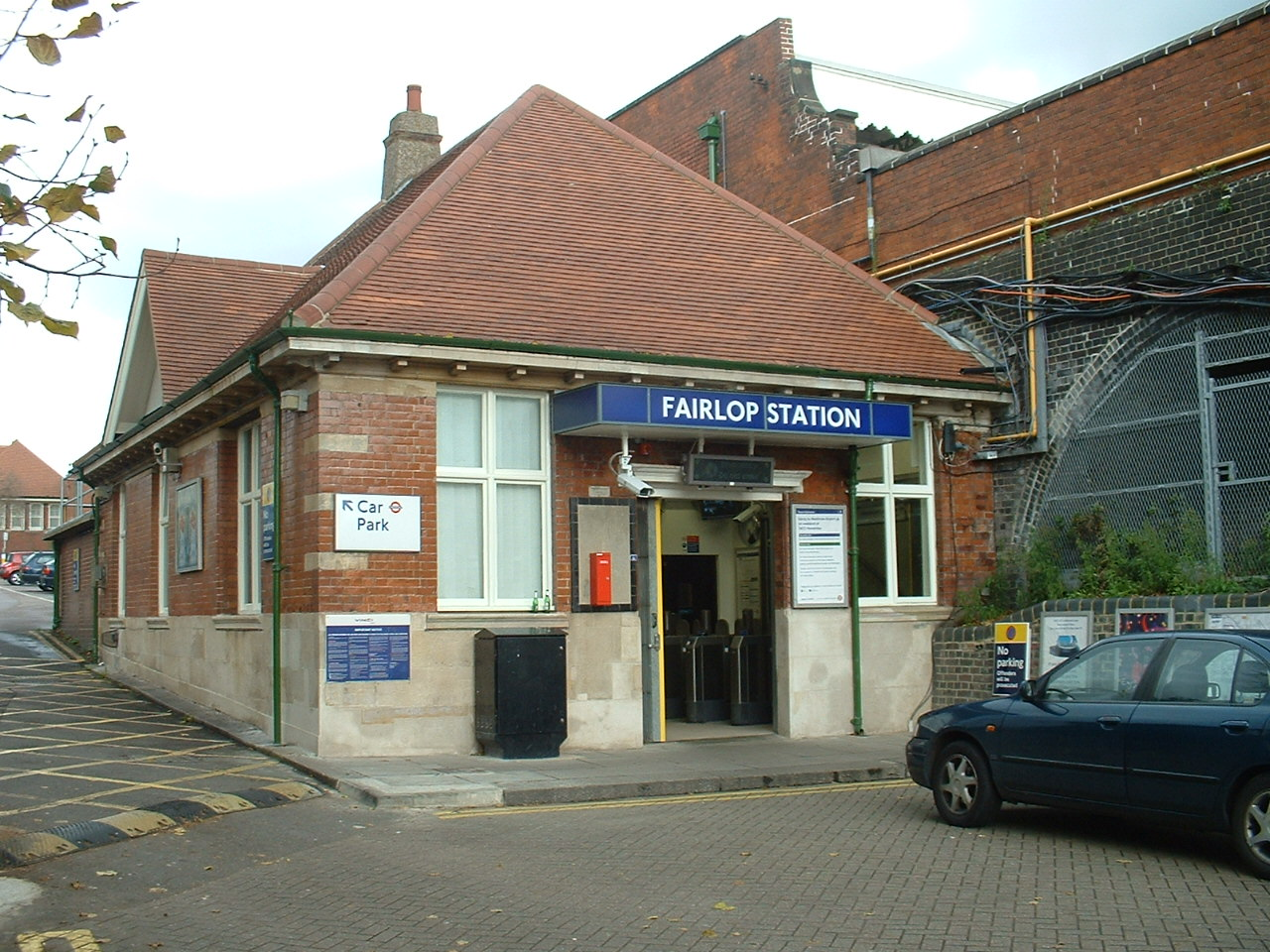
Stationsgebäude

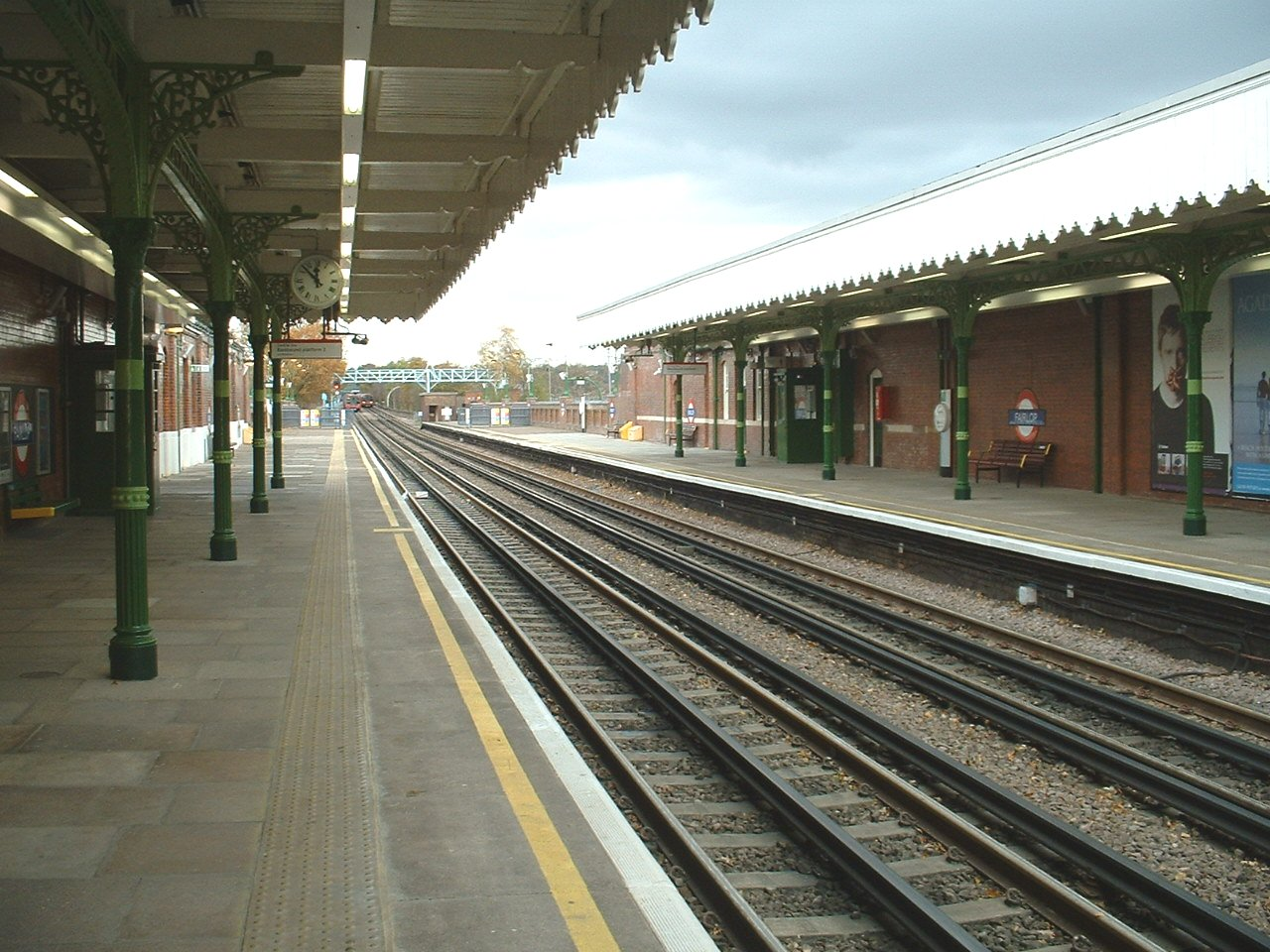
Bahnsteige

Fairlop ist eine oberirdische Station der London Underground im Stadtbezirk London Borough of Redbridge. Sie liegt in der Travelcard-Tarifzone 4 an der Forest Road. Im Jahr 2014 nutzten 1,09 Millionen Fahrgäste diese von der Central Line bediente Station.

## Geschichte
Am 1. Mai 1903 eröffnete die Great Eastern Railway eine Vorortseisenbahn von Ilford über Hainault nach Woodford, die sogenannte Fairlop Loop. 1923 ging die Strecke in den Besitz der London and North Eastern Railway (LNER) über. Als Teil des New Works Programme des London Passenger Transport Board von 1935 sollte der größte Teil der Strecke an die Central Line übertragen werden, um die anschließende Haupteisenbahnlinie in Richtung Liverpool Street zu entlasten.
Die Bauarbeiten begannen 1938, mussten aber nach Ausbruch des Zweiten Weltkriegs bis 1946 eingestellt werden. Der letzte von Dampflokomotiven gezogene LNER-Zug verkehrte am 29. November 1947. Ein halbes Jahr später, am 31. Mai 1948, begann der U-Bahn-Betrieb. Bereits seit dem 14. Dezember 1947 hatten leere U-Bahn-Züge die Station passiert, um auf der neu elektrifizierten Strecke zur Betriebswerkstatt Hainault zu gelangen.
Am edwardianischen Stationsgebäude selbst sind nur wenige Änderungen vorgenommen worden. Die Überdachungen auf den beiden Bahnsteigen sind heute noch mit dem Logo der Great Eastern Railway verziert. Die Station liegt außerhalb der städtischen Bebauung; für das Fahrgastaufkommen sorgen hauptsächlich benachbarte Freizeiteinrichtungen wie Sportzentren und Golfplätze.